# 구메타 고지
쿠메타 코-지(일본어: 久米田康治, 1967년 9월 5일 -)는 일본의 만화가이다. 대표작은 《제멋대로 카이조》이며, 현재 주간 소년 매거진에 《안녕, 절망선생》을 연재하고 있다.

## 생애
가나가와현 출신이며 와코 대학(和光大学) 인문학과를 졸업했다. 대학 재학 중에 선데이 만화 컬리지(サンデーまんがカレッジ)에 《地上げにスマッシュ！》를 투고해 노력상을 수상했다. 졸업한 뒤에 만화 편집자가 되기 위해 편집 프로덕션의 입사 시험을 보았지만 불합격했다. 또한 교원 면허를 소지하고 있다.
《막 나가는 아이스하키 부!》가 소학관 신인 만화 대상을 수상하면서 만화가로서 데뷔했다. 2007년 여름 무렵 《안녕, 절망선생》의 애니메이션화가 계획되고 있다.
2007년 6월 21일에 쿠메타 코지는 강담사 만화상을 수상하며, 뒷풀이때 "애니메이션 제작과 수상 등 복이 너무 많이 들어와 액땜의 의미로" 자신의 생전장을 치렀다고 밝혔다. 생전장이란 일본의 풍습 중 하나로, 살아있는 사람이 미리 자신의 장례를 치르는 것이다. 이는 쿠메타 코지의 만화 안녕, 절망선생의 단행본 13권에도 수록되어 있다. 또한 쿠메타 코지의 만화 주인공인 나토리 우미와 이토시키 노조무도 생전장을 치렀다. 이후 2011년 6월 19일, 대한민국의 TV프로그램 신비한TV 서프라이즈에서 생전장을 한 만화가로 거론되기도 했다.

## 작품 목록
- 막 나가는 아이스하키 부!(行け!!南国アイスホッケー部): 1991년부터 1996년까지 주간 소년 선데이 연재, 단행본 23권 완결. 대한민국에서는 제우코믹스가 단행본 3권까지 출판했다.
- 루트 파라다이스(ルートパラダイス): 1993년부터 1994년까지 영 선데이 연재, 단행본 2권 완결.
- 빨리 자라 달링!!(育ってダーリン!!): 1995년부터 1996년까지 소년 선데이 초증간호 연재, 2001년 주간 소년 선데이에 완결편이 실림.
- 태양의 전사 포카포카(太陽の戦士ポカポカ): 1996년부터 1997년까지 주간 소년 선데이 연재, 단행본 5권 완결. 대한민국에서는 학산문화사가 출판했다.
- 제멋대로 카이조(かってに改蔵): 1998년부터 2004년까지 주간 소년 선데이 연재, 단행본 26권 완결. 대한민국에서는 대원씨아이가 출판했다.
- 안녕, 절망선생(さよなら絶望先生): 2005년부터 주간 소년 매거진에 연재중. 대한민국에서는 학산문화사가 출판하고 있다.
- 조시라쿠(じょしらく): 2009년부터 별책 소년 매거진에 연재중. 글 담당이며 그림은 야스(ヤス)

### 단편 목록
- 지상에 스매시!(地上げにスマッシュ!): 선데이 만화 컬리지에 투고한 작품. 노력상을 수상했다.
- 키요히코의 밤(きよ彦の夜, 夜間きよ飛行): 2007년 매거진 드래곤 창간호에 게재된 작품.

## 어시스턴트
- 하타 켄지로: 현재는 주간 소년 선데이에서 하야테처럼!을 연재하며 만화가로서 독자적으로 활동하고 있다. 쿠메타 코지에겐 하타 군이라고 불린다.
- 마에다 군(MAEDAX GREAT): 제멋대로 카이조의 중반부터 쿠메타의 여러 만화에 등장하고 있으며, 애니메이션 안녕 절망선생에서도 등장하였다. 생김새는 마을에서 만나면 말걸기 힘들게 생겼지만 실제로는 말을 굉장히 작게해 택시안에서도 잘안들릴정도라고한다.